# Sicyodes convexaria
Sicyodes convexaria là một loài bướm đêm trong họ Geometridae.